# Lijst van Pareidae
Onderstaand een lijst van alle soorten slangen uit de familie Pareidae. Er zijn 33 verschillende soorten die verdeeld worden in vier geslachten en twee onderfamilies. Een geslacht is monotypisch en wordt slechts vertegenwoordigd door een enkele soort. De lijst is gebaseerd op de Reptile Database.
- Soort Aplopeltura boa
- Soort Asthenodipsas borneensis
- Soort Asthenodipsas jamilinaisi
- Soort Asthenodipsas laevis
- Soort Asthenodipsas lasgalenensis
- Soort Asthenodipsas malaccanus
- Soort Asthenodipsas stuebingi
- Soort Asthenodipsas tropidonotus
- Soort Asthenodipsas vertebralis
- Soort Pareas andersonii
- Soort Pareas atayal
- Soort Pareas boulengeri
- Soort Pareas carinatus
- Soort Pareas chinensis
- Soort Pareas formosensis
- Soort Pareas geminatus
- Soort Pareas hamptoni
- Soort Pareas iwasakii
- Soort Pareas komaii
- Soort Pareas macularius
- Soort Pareas margaritophorus
- Soort Pareas menglaensis
- Soort Pareas mengziensis
- Soort Pareas modestus
- Soort Pareas monticola
- Soort Pareas nigriceps
- Soort Pareas nuchalis
- Soort Pareas stanleyi
- Soort Pareas vindumi
- Soort Xylophis captaini
- Soort Xylophis mosaicus
- Soort Xylophis perroteti
- Soort Xylophis stenorhynchus